# Mari Yamazaki
Mari Yamazaki (Tokyo, 20 aprile 1967) è una fumettista giapponese che si trasferisce giovanissima a Firenze per studiare Belle Arti, qui rimane affascinata dalla cultura italiana e dopo aver viaggiato per il mondo si stabilisce in Italia dove vive ed è sposata con un marito italiano. Le sue prime opere riguardano raccolte illustrate dei suoi diari di viaggio, pare abbia visitato oltre 30 paesi. Il manga che la porta al successo internazionale è il seinen Thermae Romae che ottiene grandi consensi anche in patria e per il quale viene realizzata una trasposizione cinematografica. Sia in questa che in altre opere dalla fumettista è evidente il fascino e l'influenza che la cultura greco-romana hanno avuto nella sua formazione che comunque rimane eclettica e aperta alla contaminazione di culture differenti..

## Carriera

### Formazione
Nata a Tokyo in una famiglia di artisti, si trasferisce in Europa a soli 14 anni, ospite di alcuni amici della madre musicista; ha vissuto dall'età di 17 anni in Italia, poi in Portogallo e Medio Oriente, soprattutto in Siria. 
Completa gli studi presso l'Accademia di Belle Arti a Firenze, e, dopo alcuni anni di residenza a Padova, si trasferisce con il marito Beppi Chiuppani, romanziere e saggista italiano, a Chicago.

### Debutto e prime opere (2001-2008)
Yamazaki comincia a dedicarsi alla realizzazione di fumetti negli anni novanta, aspirando ad una carriera da mangaka. La sua prima passione e fonte di ispirazione è però la pittura e, per questo, nel 1984, compie il suo primo viaggio in Italia. Dopo diversi anni di studio e sperimentazione, un'eventuale carriera nel campo del fumetto si concretizza nel 1997 quando passa un provino per autori emergenti scrivendo e realizzando un manga originale. Comincia ad essere pubblicata con una certa regolarità nei primi anni 2000, e tra le sue prime opere ve ne sono diverse ispirate alla sua permanenza in Italia, paese che è diventato per lei una seconda casa. In Giappone raggiunge una prima notorietà con il manga Mōretsu! Itaria Kazoku (Una travolgente famiglia italiana) pubblicata da Kōdansha nel 2006. Si tratta di una commedia autobiografica ad episodi di 8 pagine per un totale di 15 capitoli in cui l'autrice racconta, in modo autoironico, la propria esperienza di cittadina giapponese naturalizzata, il tutto tramite lo stretto contatto con l'eterogenea famiglia del marito. A questa si affianca anche un'opera dedicata alla cucina italiana quale Sore de wa sassoku! Buon appetito! (o Mettiamoci a tavola! Buon Appetito!) del 2008. Sempre nel 2008 viene anche pubblicata Italia Kazoku Furinkazan). Paradossalmente nonostante il discreto successo ottenuto in Giappone da questi primi manga di Mari, tali opere sono rimaste inedite in Italia.

### Affermazione (dal 2008)

Copertina di "Thermae Romae" vol.2, di Mari Yamazaki. Edizione italiana: Star Comics (2011).

Ma è nel 2008 che ottiene consensi di critica e lettori quando pubblica il primo volume di Thermae Romae (bestseller che vende oltre nove milioni di copie), un manga che mescola il racconto storico corredato da elementi documentaristici con momenti di commedia e umorismo. La storia è incentrata sull'ingegnere romano Lucio Modesto specializzato nella costruzione de impianti termali. Un giorno cade in un vortice spazio-temporale che lo porta nelle terme giapponesi moderne (quelle degli anni settanta/ottanta), cui finirà per ispirarsi nella creazione delle proprie opere una volta tornato nella propria epoca. L'autrice si dice sorpresa dalla buona accoglienza avuta in Giappone dove l'uso dei bagni termali non è più così frequente come lo era fino agli anni ottanta. Nel rapportare le due culture si è basata su una documentazione ed esperienza personale nata dalla sua conoscenza sia del mondo classico greco-romano che dalla frequentazione dei bagni giapponesi sin da giovanissima. Per questo si dice lusingata e orgogliosa che quest'opera sia stata tradotta anche in italiano dove la tradizione per queste pratiche balneari e salutistiche è molto antica. Inoltre è stata premiata in occasione del terzo Manga Taishō e del premio alla migliore storia breve in occasione del Premio culturale Osamu Tezuka 2010. Si tratta del primo manga della Yamazaki ad ottenere successo a livello multimediale con un adattamento anime in tre episodi nel 2010, e due film in live action, questi ultimi interpretati dal famoso attore giapponese Hiroshi Abe. L'opera Thermae Romae è la prima di una trilogia il cui filo conduttore è il mondo greco-romano (e la cultura italiana in 

Copertina di "Plinius" Vol.2, di Yamazaki Mari e Tori Miki. Edizione italiana: Flashbook (2017).

generale) e il Giappone moderno. La seconda viene pubblicata a partire dal 2013 ed è intitolata Plinius ispirata dalla vita del letterato e naturalista romano Gaio Plinio Secondo, celebre studioso e politico dell'antica Roma vissuto nel primo secolo dopo Cristo. L'unica opera pervenutaci interamente (tra le tante da lui scritte) è l'enciclopedica Naturalis historia, testimonianza della sua vasta cultura, della sua capacità di osservazione e dei numerosi viaggi per le provincie dell'Impero. Mari rimane affascinata dalla sua immaginazione e spirito di ricerca, alimentati da una grande curiosità verso ogni fenomeno osservabile nella natura. L'autrice, grande viaggiatrice come lo è stato lo stesso Plinio, lo considera l'ideale compagno di viaggio, arrivando a definirlo un «maestro dell'anima». In Plinius, per quanto riguarda il legame tra cultura giapponese e quella greco romana lo si può ricercare nel paragone (fatto dall'autrice) tra Plinio e il signore feudale Mitsukuni Tokoguwa , noto anche come Mito Kōmon, letterato, politico e viaggiatore del XVII secolo, famoso per aver redatto la monumentale opera Grande Storia del Giappone. Il rapporto di rispetto ma conflittuale tra Komono e il quinto Shōgun è paragonabile a quello tra Plinio e Nerone, anche se in questo caso si hanno pochi riscontri storici degli incontri tra i due. L'autrice è comunque talmente affascinata dalla figura del controverso ultimo imperatore della Dinastia giulio-claudia che arriva a farne un protagonista del Manga. Nello sviluppo della storia sono infatti numerosi i capitoli dedicati a Nerone e alla sua corte così come gli eventi che ne hanno caratterizzato la politica e la vita privata. Il merito di Mari è comunque quello di darci una versione dell'Imperatore che non tiene conto del revisionismo storico della sua figura voluto dalla successiva Dinastia Flavia e ribadito dalla tradizione cristiana alto-medioevale. Il sovrano non viene quindi incolpato dell'incendio di Roma ne dell'assassinio della moglie Poppea ma la realtà che ne emerge è più complessa e storicamente obiettiva. A partire dal capitolo n.54 la serializzazione di Plinius viene spostata sulla rivista Shincho (pubblicata da Shinchosa). Si tratta di una rivista fondata oltre un secolo fa ed è stata la prima a pubblicare manga a puntate, oltre a presentare opere letterarie in prosa di scrittori che ora fanno parte della storia della letteratura giapponese. Mari lo considera un grande onore, un riconoscimento verso il valore storico del suo manga, realizzato cercando di ricostruire nella maniera più fedele le ambientazioni e le situazioni di vita del primo secolo. Per l'autrice è anche una rivalsa nei confronti della categorizzazione di Thermae Romae che era stato classificato come manga subculture, un genere con cui in Giappone si bollano quelle opere destinate a lettori che dimostrano "interessi e gusti un poco insoliti". Con Plinius vi è invece il pieno riconoscimento del valore (anche) accademico e non solo di intrattenimento per il fumetto della mangaka. 
La terza opera che guarda al mondo classico è Olympia Kyklos in corso di serializzazione sulla rivista seinen Grand Jump dal marzo 2018. La mangaka riprende il canovaccio narrativo già visto in Thermae Romae, creando un ponte tra il passato e il presente (Mari lo chiama Time-Slip). In questo caso il viaggiatore è un cittadino dell'antica Grecia di nome Demetrios, pittore d'anfore. Un fulmine lo colpisce mentre è nascosto in un vaso e si trova catapultato nella Tokyo olimpica del 1964. Demetrios scopre di poter viaggiare tra le due epoche e sfrutta le conoscenze acquisite per farsi valere nella propria epoca, così come aveva fatto Lucio Modesto in Thermae Romae. L'opera mette di nuovo a confronto l'antica cultura mediterranea con quella del Giappone del ventesimo secolo (attraverso le Olimpiadi) e questo dà lo spunto a Mari per infarcire il manga di numerose situazioni umoristiche all'interno di uno scenario storico ricostruito scrupolosamente. Nonostante diverse similitudini Olympia Kykiklos non vuole limitare i viaggi del protagonista come ponte tra 2 epoche diverse o creare scenari umoristici e grotteschi. Mari si è ulteriormente evoluta come artista e scrittrice e con questo manga vuole affrontare e approfondire diverse tematiche. In primo luogo vuole sottolineare il parallelismo tra sport e arte, tra la filosofia della Grecia di Platone e del pensiero ellenistico con la moderna cultura socio-politica del suo paese. Innanzitutto sport e arte elevano l'uomo e la sua società in quanto ispirano ad ambire a progetti e obbiettivi che vanno al di là del profitto e del piacere immediato, ma lo elevano a livello spirituale. Servono quindi a rompere la gabbia della quotidianità e vi sono due figure in particolare che veicolano tali messaggi. Il primo è il maratoneta Kokhici Tsuburaya medaglia di bronzo nella maratona e assunto a livello mediatico a simbolo di speranza per un paese ancora parzialmente in ginocchio per le conseguenze del periodo post-bellico. Il secondo è il mangaka Osamu Tezuka (che appare tra i personaggi del manga) un maestro capace di segnare indelebilmente la storia dei manga e le loro potenzialità. All'indomani della guerra i genitori lo volevano dottore ma lui, coraggiosamente, scelse una carriera che potesse curare le persone non attraverso bisturi o medicine, ma con l'immaginazione. Attraverso il manga e i suoi diversi generi e storie è possibile per Tezuka risollevare il morale e le speranze di un intero popolo, così come avviene per le imprese dei grandi atleti. Tra l'alto questo dona all'autrice come un mangaka sia paragonabile, nel suo impegno, dedizione, fatica e applicazione a quello di un atleta estremo. Il voler sottolineare il suo pensiero sul senso della vita, dell'arte e dello sport porta talvolta l'autrice ad impostare l'opera in maniera accademica e didattica, impostazione voluta e legata alla sua passione per cultura e filosofia, sia mediterranea sia euroasiatica.
Accanto a queste tre opere ispirate al mondo greco-romano, si può aggiungere un manga del tutto differente che affronta (in parte) tematiche legate alla cultura classica. Si tratta di Giacomo Foscari, il cui protagonista è un professore italiano di storia greco-romana che vive nel Giappone degli anni sessanta. L'opera è scevra dell'umorismo presente in Thermae Romae o Olympia Kyklos e non ci troviamo di fronte ad una figura storicamente esistita come Plinio. La storia presenta invece diversi registri e piani narrativi, portati alla luce dai ricordi di Foscari. Il personaggio è circondato da diversi comprimari con i quali ha modo di imbastire dialoghi di tipo accademico o episodi di vita. Mari riesce a dar prova della sua preparazione culturale e dei suoi numerosi interessi, fattori che emergono all'interno di una storia dal forte carattere introspettivo e filosofico.
Nel 2017, per decisione del consiglio dei ministri, le è stato conferito l'Ordine della Stella d'Italia, riservato a coloro che hanno svolto un ruolo importante nella promozione della storia, della cultura e delle tradizioni italiane nel mondo, prima mangaka ad ottenere tale riconoscimento.
Nel 2020 la mangaka ha raggiunto fama e notorietà internazionali e questo viene sottolineato dall'accordo che stipula con il leader mondiale delle piattaforme streaming a pagamento Netflix, da cui scaturirà la realizzazione della serie anime Thermae Romae Novae, rilasciata il 28 marzo 2022. Il desiderio di espandere i propri contenuti originali ha infatti portato il colosso dell'entertainment a ufficializzare la sua collaborazione con 6 creatori giapponesi al fine di espandere il suo palinsesto di opere anime originali ed esclusive per i suoi abbonati. (Gli altri 5 autori sono: le CLAMP, Shin Kybaiashi, Yasuo Ohtagaki, Otsuichi e Tow Ubukata). Nel corso dello stesso anno inizia inoltre la trasmissione dell'adattamento in anime del suo ultimo manga Olympia Kyklos; la serie, realizzata in tecnica mista claymation e live action, dal titolo Bessatsu Olympia Kyklos, prodotta dalla Gosay Studios, ha debuttato il 20 aprile 2020 per 24 episodi. Il manga si è concluso nel 2022. L'opera non rientra ancora nell'accordo con Netflix e l'edizione italiana è realizzata da Dynit che la rende disponibile sul portale streaming VVVVID.

## Opere
- (有名人?, Yūmeijin) (2001, ISBN 978-4063344851)
- (心にささやいて?, Kokoro ni Sasayaite) (2003, ISBN 978-4872877953)
- (2050年の私から?, 2050-nen no Watashi Kara) (2005, ISBN 978-4062129169)
- (モーレツ!イタリア家族?, Mōretsu! Italia Kazoku), testi e disegni di Mari Yamazaki, editore originale: Kodansha, distribuzione: 2006 (volume unico), ISBN 978-4063376074
- (それではさっそくBuonappetito!?, Sore de wa Sassoku Buon Appetito!) (2007, ISBN 978-4063376487)
- (ルミとマヤとその周辺?, Rumi to Maya to Sono Shūhen) (2008, ISBN 978-4063406863, ISBN 978-4063376487, ISBN 978-4063407570)
- Thermae Romae (テルマエ・ロマエ?, Terumae Romae), testi e disegni di Mari Yamazaki, editore originale: Enterbrain, INC., distribuzione: 2008-2013 (serie completa in 6 volumi, 38 capitoli). Edizione italiana: Star Comics, distribuzione: 2011-2014 (completa in 6 volumi).
- (イタリア家族風林火山?, Italia Kazoku: Fuurin kazan), testi e disegni di Mari Yamazaki, editore originale: Bunkasha, distribuzione: 2008 (volume unico, sequel di Moretsu! Italia Kazoku). ISBN 978-4-82-117023-4
- (涼子さんの言うことには 東雲町ルミマヤ日記?, Ryōko-san no Iu Koto ni wa Shinonomechō Rumi Maya Nikki) (2009)
- (世界の果てでも漫画描き?, Sekai no Hate de mo Manga Egaku) (2009, ISBN 978-4420220552、ISBN 978-4420220569)
- (地球恋愛?, Chikyū Ren'ai) (2010, ISBN 978-4063761030)
- PIL (5 volumi), scritto e disegnato da Mari Yamazaki, editore originale: Shūeisha (2010). Edizione italiana: Rizzoli Lizard, distribuzione: aprile 2014. ISBN 9788817072861
- (アラビア猫のゴルム?, Arabia Neko no Gorumu) (2010, ISBN 978-4063377187)
- (望遠ニッポン見聞録?, Bōen Nippon Kenbun Roku) (2010)
- Sweet Home Chicago (2011)
- (ジャコモ・フォスカリ?, Jyakomo Fosukari,  titolo internazionale: Giacomo Foscari), Mari Yamazaki (testi e disegni), editore originale: Shueisha (2011, sospeso dopo il primo volume). Editore europeo: Rue de Sevres (in lingua francese).[1]
- (立っている者は母（リョウコ）でも使え?, Tatte Iru Mono wa Haha (Ryōko) de mo Tsukae) (2012)
- Steve Jobs, Mari Yamazaki (storia e disegni, basato sul libro Steve Jobs: Biography di Walter Isaacson), editore originale: Kodansha, distribuzione: 2013-2017 (6 volumi, serie completa).
- Plinius, Mari Yamazaki (testi), Tori Miki e Mari Yamazaki (disegni), editore originale: Shinchosha Publishing Co., (2013-in corso). Edizione italiana: Flashbook, distribuzione: dal 2017 (in corso), ne sono stati distribuiti 9 volumi.
- Olympia Kyklos, Mari Yamazaki (storia e disegni), editore originale: Shueisha, (2018 - 2022[16]). Edizione italiana: Star Comics, distribuzione: da novembre 2020.
- (ソフトリ Softly), copertina e disegni di Mari Yamazaki, album prodotto e arrangiato da Tatsuro Yamashita (2022, CD)

## Adattamenti in altri media
- Thermae Romae (2012): prima serie anime tratta da un manga di Mari Yamazaki. Viene trasmessa in Giappone dal gennaio 2012 e conta solo 6 episodi. La serie è realizzata dalla compagnia DLE (o Dream Link Entertainment) in collaborazione con lo studio d'animazione Gonzo. Il character design è di Toshimitsu Takechi per la regia di Frogman e Higashi Tani. La trama riprende quella dell'omonimo manga con protagonista l'architetto di bagni termali Lucio Modesto, operante nella Roma imperiale di Adriano (inizi del secondo secolo). Grazie a dei viaggi nel tempo che lo portano nel Giappone moderno cerca di trarre ispirazione dalla tradizione e dalle novità delle terme del Sol Levante. La serie ha breve durata e non gode di una capillare distribuzione internazionale. Non ne esiste una versione doppiata o sottotitolata in italiano. A distanza di 10 anni ne viene però prodotto un anime reboot realizzato in collaborazione con la piattaforma in streaming Netflix. Di seguito la descrizione della nuova produzione, più articolata e prodotta con un budget superiore, gode inoltre di una distribuzione internazionale grazie alla piattaforma streaming leader del mercato.
- Thermae Romae Novae (2022): serie anime che si basa sul manga Thermae Romae, prodotta e realizzata dalla compagnia NAZ e distribuita a livello internazionale dalla piattaforma in streaming a pagamento Netflix dal 2022[17]. NAZ è attiva nell'animazione dal 2014 (con la realizzazione dell'anime Hamatora), tra i lavori di una certa rilevanza vi è la cura della fotografia di Drifters, di Devilman Crybaby e Dorohedoro (di cui realizza anche gli sfondi). Nel 2020 è responsabile per le animazioni degli anime ID:Invaded e Infinite Dendrogram (inediti in Italia). Per Termae Romae Novae è a capo dell'intera produzione della serie. La prima (e finora) unica stagione si compone di 11 episodi e riprende il protagonista del manga Lucio Modesto, architetto specializzato nella progettazione dei celebri bagni romani ai tempi dell'Imperatore Adriano. Grazie a dei misteriosi viaggi temporali si ritrova nelle moderne terme giapponesi da cui cerca di prendere ispirazione[17]. La Yamazaki riesce a creare un ponte culturale che mostra la grande cultura per i bagni termali sviluppatasi sia nelle provincie dell'antica Roma sia nell'Impero Giapponese e questo nonostante non vi siano stati (per millenni) contatti culturali ed economici tra l'Italia e il paese del Sol Levante[17]. Avendo vissuto e studiato in Italia e avendo una conoscenza diretta con le tradizioni del suo paese di origine, gli episodi dell'anime (così come nel manga) sono un resoconto dettagliato delle affinità, ma anche delle differenze tra le impostazioni e la storia dei bagni termali di due popoli così distanti. Il tono della serie rimane però fresco e dinamico oltre che ad avere fini istruttivi[17]. Ad impreziosire l'anime vi è anche (a fine episodio) una breve parte conclusiva live action, in cui protagonista è la stessa Mari Yamazaki, che si reca di persona in diverse strutture termali giapponesi per descriverne la storia e il loro attuale stato funzionale[17]. Questa parte evidenzia ulteriormente il suo amore per l'argomento trattato e valorizza contrasti e similitudini tra realtà separate dal tempo e dalla distanza geografica[17].

## Premi e riconoscimenti
- 2010: riceve il premio Manga Taishō per il miglior manga dell'anno con Thermae Romae[7]. Il premio viene assegnato tenendo conto delle pubblicazioni più recenti (con non più di 8 volumi già distribuiti). Lo stesso anno ottiene il riconoscimento del Premio culturale Osamu Tezuka nella categoria Short Story Award, in riferimento ad un capitolo del manga Thermae Romae[8].
- Nel 2012 è stata eletta donna dell'anno dalla rivista Vogue Giappone[19].
- Vince con Plinius il premio come Miglior fumetto al 46º Festival Internazionale del Fumetto di Angoulême nel 2019[20] e il 28º premio culturale Osamu Tezuka ne 2024.[21]